# Ohio Scientific Challenger 1P
Ohio Scientific Challenger 1P (Challenger 1P) је кућни рачунар фирме OHIO Scientific који је почео да се производи у САД током 1979. године.
Користио је MOS Technology 6502 микропроцесорску јединицу а RAM меморија рачунара је имала капацитет од 4 KB прошириво до 8 KB на плочи. 

## Детаљни подаци
Детаљнији подаци о рачунару Challenger 1P су дати у табели испод.
|                       |                                      |
| [ 1 ]                 |                                      |
| Произвођач            |                                      |
| Тип                   | кућни рачунар                        |
| Меморија              | 4 (статичка) прошириво до 8 на плочи |
| Поријекло             | Сједињене Америчке Државе            |
| Година                | 1979                                 |
| Тастатура             | пуни помак тастера, 53 тастера       |
| Процесор              |                                      |
| Фреквенција процесора | 1                                    |
| RAM                   | 4 прошириво до 8 на плочи            |
| ROM                   | 8 KB                                 |
| Текст                 | 24 знакова x 24 линије               |
| Графика               | само уграђени графички знакови       |
| Боја                  | једна боја                           |
| Звук                  | нема звука                           |
| Димензије             | непознато                            |
| Портови               |                                      |
| Оперативни систем     | [[]]                                 |